# Polnische Liste
Unter Polen (P) bzw. Polnische Liste sind unterschiedliche Wahlbündnisse aus mehreren polnischen Wählervereinigungen und Parteien, darunter der Polenpartei zu verstehen, die im Deutschen Reichstag von 1871 bis 1919 vertreten waren. Ihre Abgeordneten waren in der Polnischen Fraktion zusammengeschlossen.

## Wahlergebnisse
| Wahljahr | Sitze im Reichstag |
| -------- | ------------------ |
| 1871     | 13                 |
| 1874     | 15                 |
| 1877     | 14                 |
| 1878     | 14                 |
| 1881     | 18                 |
| 1884     | 14                 |
| 1887     | 13                 |
| 1890     | 16                 |
| 1893     | 19                 |
| 1898     | 14                 |
| 1903     | 16                 |
| 1907     | 20                 |
| 1912     | 18                 |